# کل ام زه
کل ام زه (به آلمانی: Kell am See) یک شهر در آلمان است که در تریر-زاربورگ واقع شده‌است. کل ام زه ۱٬۸۹۱ نفر جمعیت دارد.